# Carretera Estatal de Idaho 9
La Carretera Estatal de Idaho 9, y abreviada SH 9 (en inglés: Idaho State Highway 9) es una carretera estatal estadounidense ubicada en el estado de Idaho. La carretera inicia en el oeste desde la SH 8     en Deary hacia el este en la SH 6     en Harvard. La carretera tiene una longitud de 21,8 km (13.522 mi).

## Mantenimiento
Al igual que las autopistas interestatales, y las rutas federales y el resto de carreteras estatales, la Carretera Estatal de Idaho 9 es administrada y mantenida por el Departamento de Transporte de Idaho por sus siglas en inglés ITD.